# ويليام دبليو. ألسويرث
ويليام دبليو. ألسويرث (بالإنجليزية: William W. Ellsworth)‏ هو قاضي ومحامي وسياسي أمريكي، ولد في 10 نوفمبر 1791 في الولايات المتحدة، وتوفي في 15 يناير 1868 في هارتفورد في الولايات المتحدة. حزبياً، نشط في الحزب الجمهوري. وقد انتخب حاكم كونيتيكت ‏ (2 مايو 1838 – 4 مايو 1842) وانتخب عضو مجلس النواب الأمريكي عن دائرة Connecticut's at-large congressional district ‏ (4 مارس 1829 – 8 يوليو 1834).